# Ведущая деятельность
Веду́щая де́ятельность — такая деятельность ребёнка, развитие которой определяет наиболее важные изменения в психических процессах и психологических особенностях его личности.

## Роль ведущей деятельности в психическом развитии ребёнка
Гипотеза о ведущем типе деятельности высказана в 1944—1945 гг. А. Н. Леонтьевым, получила развитие в работах Д. Б. Эльконина, В. В. Давыдова и др. Ведущая деятельность характеризуется тем, что в ней возникают и преобразуются другие виды деятельности, перестраиваются основные психические процессы, происходит развитие личности. Она не обязательно занимает всё свободное время в жизни ребёнка, однако определяет его развитие на данном возрастном этапе. Внутри ведущего типа деятельности ребёнка происходит формирование отдельных психических процессов. Так, например, развитие двигательной сферы дошкольника происходит в значительной мере внутри его игровой деятельности. 
Смена ведущих типов деятельности связана с возникновением новых мотивов, которые формируются внутри ведущей деятельности на предшествующей стадии развития. Новые мотивы побуждают ребёнка к изменению своего  положения  в системе отношений с другими людьми.

## Ведущая деятельность в структуре психологического возраста
Д. Б. Эльконин предложил рассматривать каждый психологический возраст на основе следующих критериев: социальная ситуация развития (та система отношений, в которую ребёнок вступает в обществе, и его ориентировка в системе общественных отношений), основные новообразования развития и основной, или ведущий тип деятельности ребёнка в этот период. 
При этом необходимо рассматривать не только вид деятельности, но и структуру деятельности в соответствующем возрасте и анализировать, почему именно этот тип деятельности является ведущим.

## Особенности ведущей деятельности
1. В ведущей деятельности наиболее полно представлены типичные для данного периода развития отношения ребёнка и взрослых, а через это — его отношение к действительности.
2. Ведущая деятельность связывает ребёнка с теми элементами окружающей действительности, которые в данный период являются источниками психического развития.
3. От ведущей деятельности в первую очередь зависят наблюдаемые в данный период развития основные психологические изменения в личности ребёнка.
4. Внутри ведущей деятельности происходит формирование или перестройка основных психических процессов ребёнка[4].

## Периодизация ведущей деятельности в развитии ребёнка
- Младенчество (от 2 мес. до 12 мес.): ведущая деятельность — непосредственное эмоциональное общение с близким взрослым
- Ранний возраст (1-3 лет): ведущая деятельность — предметно-орудийная, направлена на овладение социальной функцией и социальным способом использования предмета как человеческого орудия
- Дошкольный возраст (3-7 лет): ведущая деятельность — игра, деятельность направленная на ориентацию ребёнка в системе социальных и межличностных отношений, системе задач, смыслов и мотивов человеческой деятельности, осуществляемая путём принятия роли, использования игровых предметов и др.
- Младший школьный возраст (7 — 11 лет): ведущая деятельность — учебная деятельность, то есть та деятельность, в процессе которой происходит усвоение новых знаний и управление которой составляет основную задачу обучения, является ведущей деятельностью в этот период[1][3].

## Споры о ведущей деятельности в подростковом возрасте
Существует несколько версий того, какая деятельность является ведущей в подростковом возрасте.
Согласно Д. Б. Эльконину, младший подростковый возраст (12 — 15 лет) характеризует ведущая деятельность — интимно-личностное общение со сверстниками, содержанием которого выступает установление близких отношений с партнёром, познание партнёра и самопознание, а старший подростковый возраст (15 — 17 лет) — учебно-профессиональная, как овладение системой научных понятий в контексте предварительного профессионального самоопределения.
По Д. И. Фельдштейну, ведущая в подростковом возрасте — «общественно-полезная деятельность»; по В. В. Давыдову — «общественно-значимая деятельность»; С. А. Беличева выделяет в качестве ведущей деятельности отрочества «референтно-значимую»; К. Н. Поливанова называет ведущей «проектную деятельность», в которой реализуется «авторское действие» подростка.